# Jespák dlouhokřídlý
Jespák dlouhokřídlý (Calidris bairdii) je středně velký druh jespáka z podřádu bahňáků. Hnízdí v Severní Americe a severovýchodní Sibiři. Dospělí ptáci jsou shora šedohnědí (ve svatebním šatu s různým počtem per s tmavým středem), zespodu bílí s béžovou hrudí. Mladí ptáci mají na svrchní straně těla šupinovitou kresbu, tvořenou bílými lemy per. Ve všech šatech přesahují složená křídla za ocas (odtud český název). Výjimečně se zatoulal i do České republiky – mladý pták byl chycen v září 1981 u Lednice.